# Silnice III/40014
Silnice III/40014 je silnice třetí třídy v Jihomoravském kraji. Prochází dvěma okresy –  Znojmo a Brno-venkov. Jde o poměrně rychlou komunikaci, jelikož je relativně rovná a kromě začátku a konce neprochází přes žádné obce. Je dlouhá 17,6 km, z toho 13,4 km v okrese Znojmo a 4,2 km v okrese Brno-venkov. Směřuje celým svým průběhem na severovýchod, spojuje silnice II/400, II/396 a II/395.

## Průběh
Silnice začíná v Pravlově, na křižovatce se silnicí II/395. Přímo navazuje na silnici III/39520, která vede z centra Pravlova. Silnice III/40014 poté pokračuje na jihozápad, míjí Trboušany a kříží se se silnicí III/39519, která z nich vychází. Malým mostem překonává bezejmenný potok a pokračuje dále, přechází do okresu Znojmo. U Jezeřan překonává malým mostem Jezeřanskou strouhu a poté se kříží se silnicí III/4133. Míjí obce Jezeřany-Maršovice a Loděnice. Po zhruba čtyřech kilometrech se silnice kříží se silnicí III/3964 (vedoucí do Vedrovic) a poté se silnicí III/3969 (vedoucí do Kubšic). Po 1,7 km následuje křižovatka se silnicí II/396.
Silnice míjí obec Olbramovice, prochází přes osadu Na Samotě a míjí obec Bohutice. Kříží se se silnicí III/3965 (vedoucí zpět do Bohutic) a poté se silnicí III/40015 (vedoucí do Našiměřic). Silnice překonává Našiměřický potok, prochází kolem motokrosové trati a poté se kříží se železniční tratí pomocí železničního přejezdu. Následuje křižovatka se silnicí III/4136, která spojuje Miroslavské Knínice a Suchohrdly u Miroslavi. Po zhruba dvou kilometrech se silnice dostává do Miroslavi, kde je nazvána jako ulice Brněnská (ovšem pouze část této ulice tvoří silnice III/40014, zbytek tvoří silnice II/400). Po jednom kilometru silnice končí na křižovatce se silnicí II/400.